# Luis Barragán

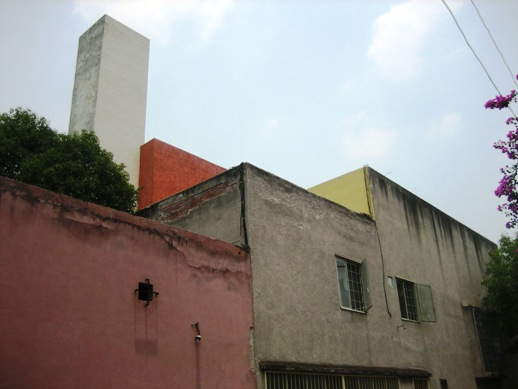
Casa Luis Barragán

Luis Ramiro Barragán Morfín (Guadalajara, 9 maart 1902 - Mexico-Stad, 22 november 1988) was een vooraanstaand Mexicaans architect.
Hij studeerde af als ingenieur aan de Escuela Libre de Ingenieros in 1923 en was als architect een autodidact. Na zijn afstuderen reisde hij naar Spanje, Marokko en Frankrijk, waar hij Le Corbusier ontmoette. Van 1927 tot 1936 was hij actief in Guadalajara en daarna in Mexico-Stad. Hij ontwikkelde en plande in 1945 het Pedregal de San Ángel en tien jaar later herbouwde hij het historische convent Convento de las Capuchinas Sacramentarias in Tlalpan. In 1957 ontwierp hij de Satelliettorens in Naucalpan.
Barragán won in 1980 de Pritzkerprijs. Zijn huis en studio, die hij in 1948 in Mexico-Stad heeft laten bouwen, staan op de lijst van Werelderfgoed.
Hij bracht verschillende aspecten van weer aan bod in verschillende kunstwerken. Dit deed hij met gebruik van veel kleuren in kleine ruimtes en veel soorten licht. Hij bootste het zonlicht na door speciale lampen te gebruiken.